# 宗鏡寺
宗鏡寺（すきょうじ）は兵庫県豊岡市出石町東條にある臨済宗大徳寺派の寺院。 山号は圓覚山。出石城主の菩提寺。沢庵宗彭所縁の寺として知られる。通称は沢庵寺（たくあんでら）。

## 歴史
1392年（元中9年）、山名氏の菩提寺として入佐山の麓に創建された。開基は山名氏清、開山は東福寺の大道似禅師。寺号は氏清の法号である宗鏡寺殿に由来するとされる。
1591年（天正19年）、出石城主前野長康が大徳寺から春屋宗園の弟子である薫甫宗忠を宗鏡寺の住職に招いた。沢庵宗彭もこの時に薫甫の弟子として師事することになったという。
山名氏滅亡後永らく荒廃していた寺は、出石城主小出吉英のすすめを受けた沢庵により1616年(元和2年)に再興された。
沢庵は将軍徳川家光に使えていたが度々故郷の出石に戻り、通算30年以上を当寺で過ごした。沢庵の墓所は境内に在る。

## 文化財
- 本堂庭園 - 兵庫県指定文化財記念物
- 開山堂 - 豊岡市指定文化財[1]
- 沢庵和尚自讃項相釈迦如来十六善神画像 - 豊岡市指定文化財[1]

## 伽藍
- 本堂
- 開山堂
- 鐘楼門 - （夢の鐘）沢庵和尚の夢に出てきた場所を掘ると出てきた鐘。これに因んで、沢庵時では、来訪者を増やし、地域の活性化を図ることを目的に「沢庵和尚夢見の会」を発足させた[2]。
- 山門 - 山門脇の塀には本堂の瓦を縮小したものが埋め込まれている。
- 投渕軒 - 1968年復元
- 書院
- 対来閣
- 庫裏
- 本堂庭園 - 江戸時代初期、沢庵作庭の池泉鑑賞式日本庭園「不識園」、別称「鶴亀の庭」。本庭を「無の庭」、願成寺庭園を「心の庭」として、両庭を合わせ「無心の庭」となるよう沢庵が作庭したと伝わる[3]。

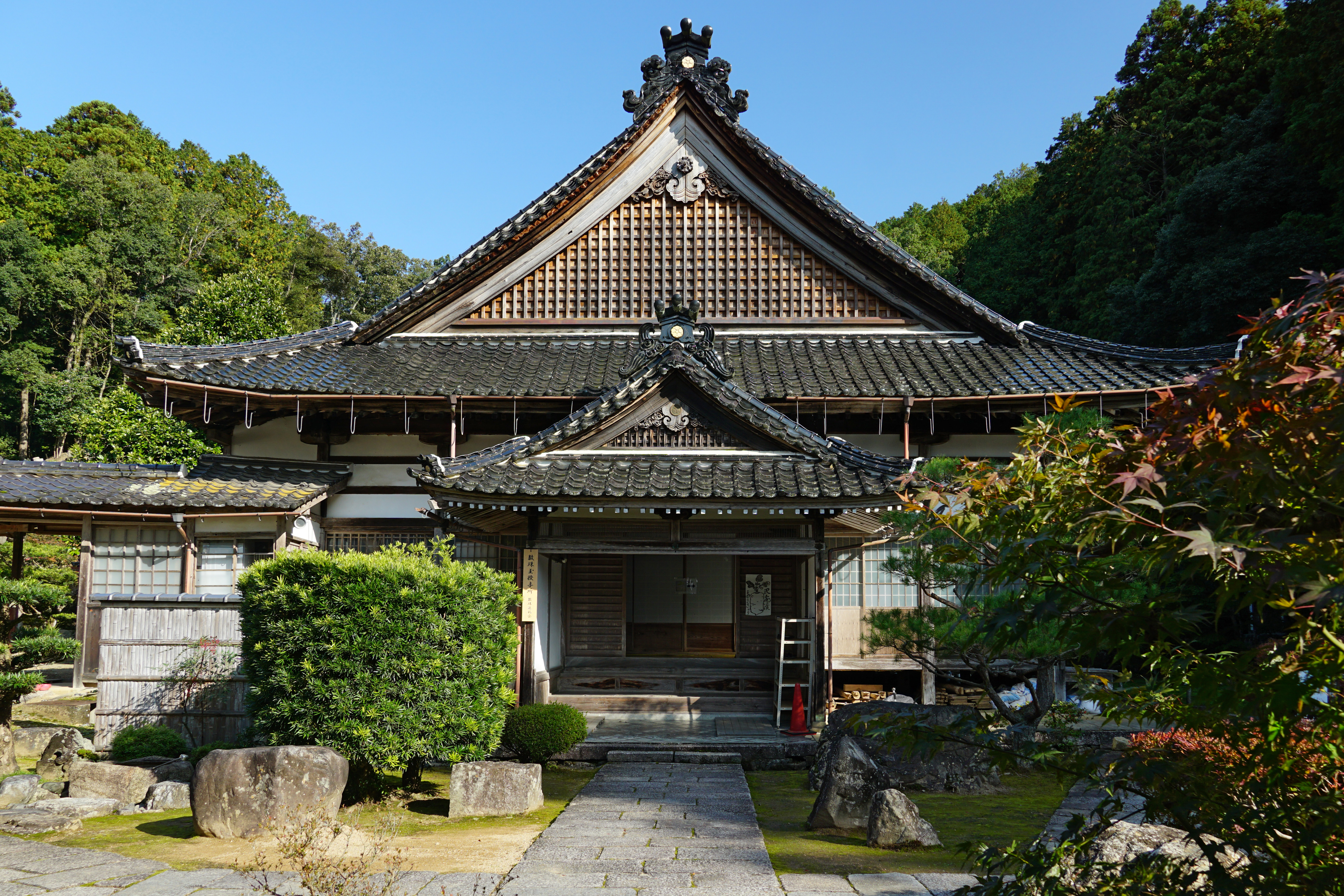
本堂
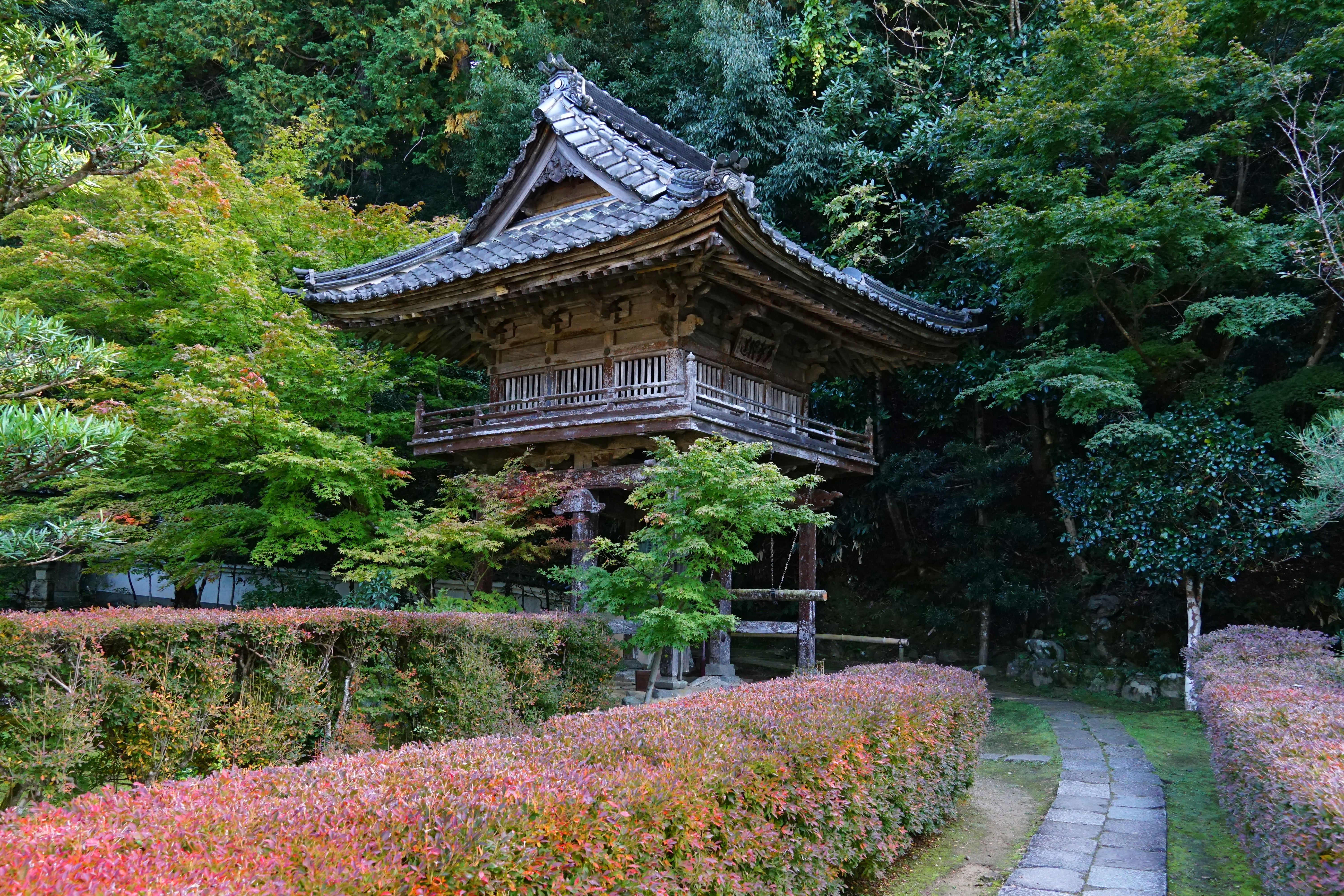
鐘楼門
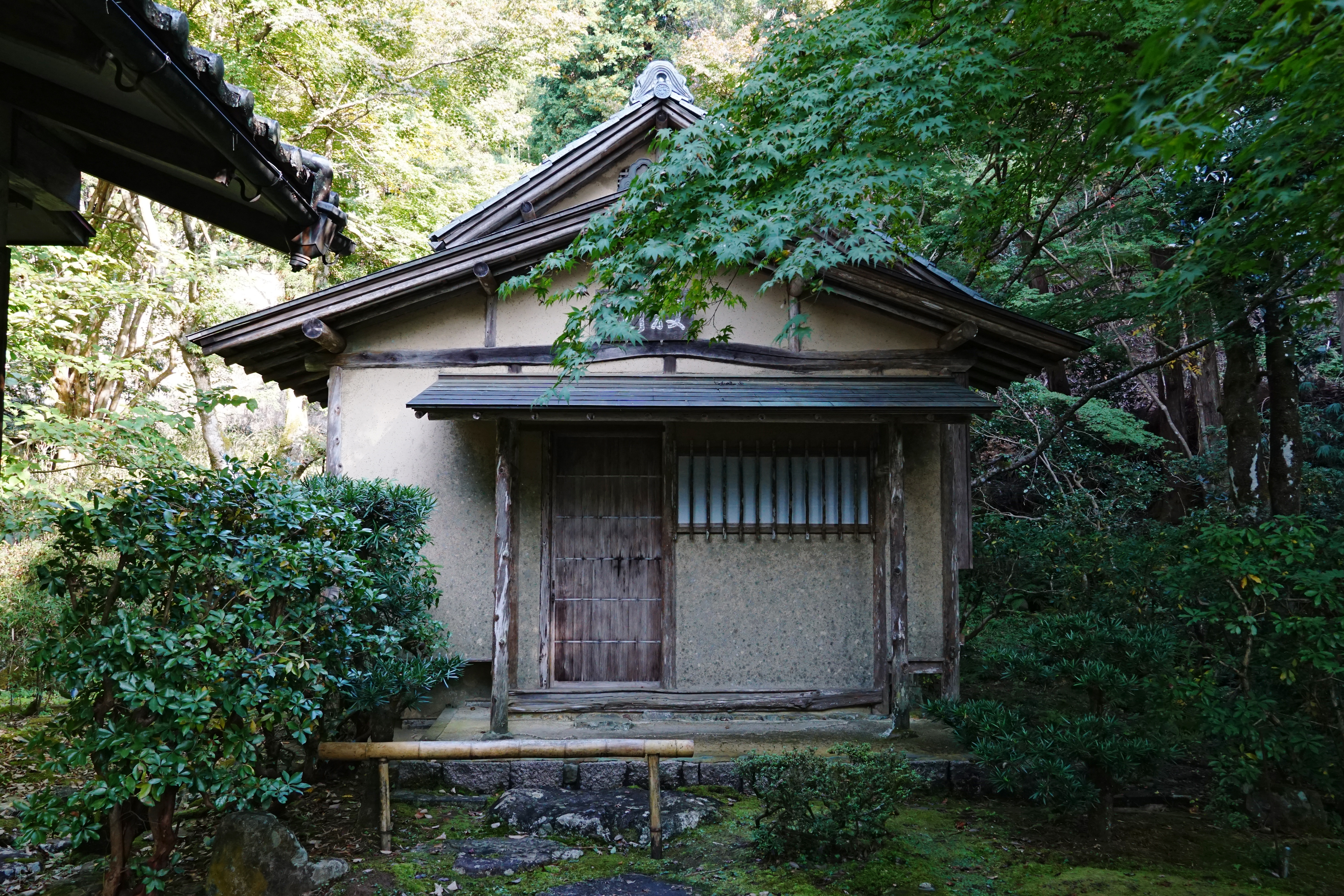
投渕軒
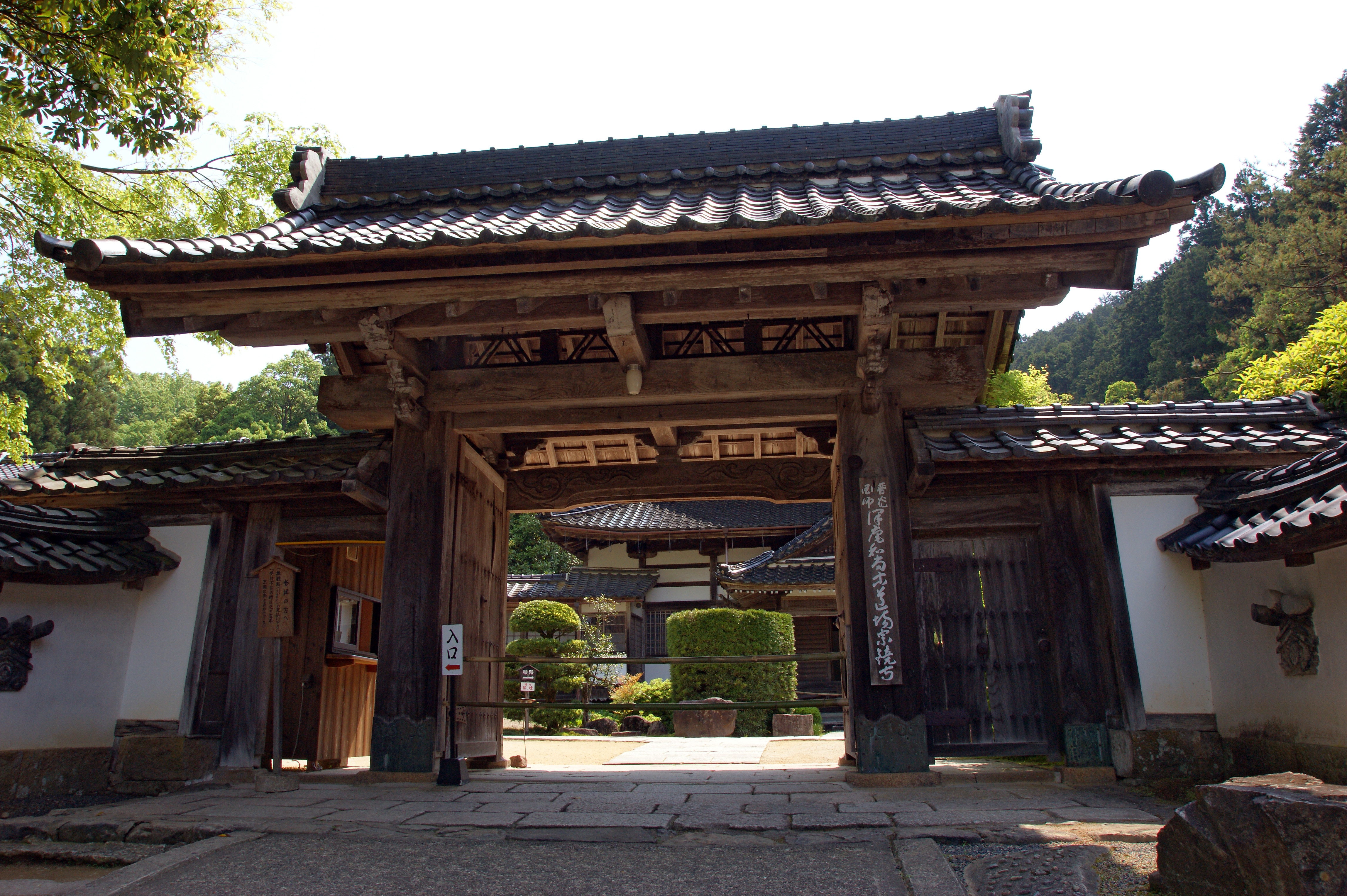
山門
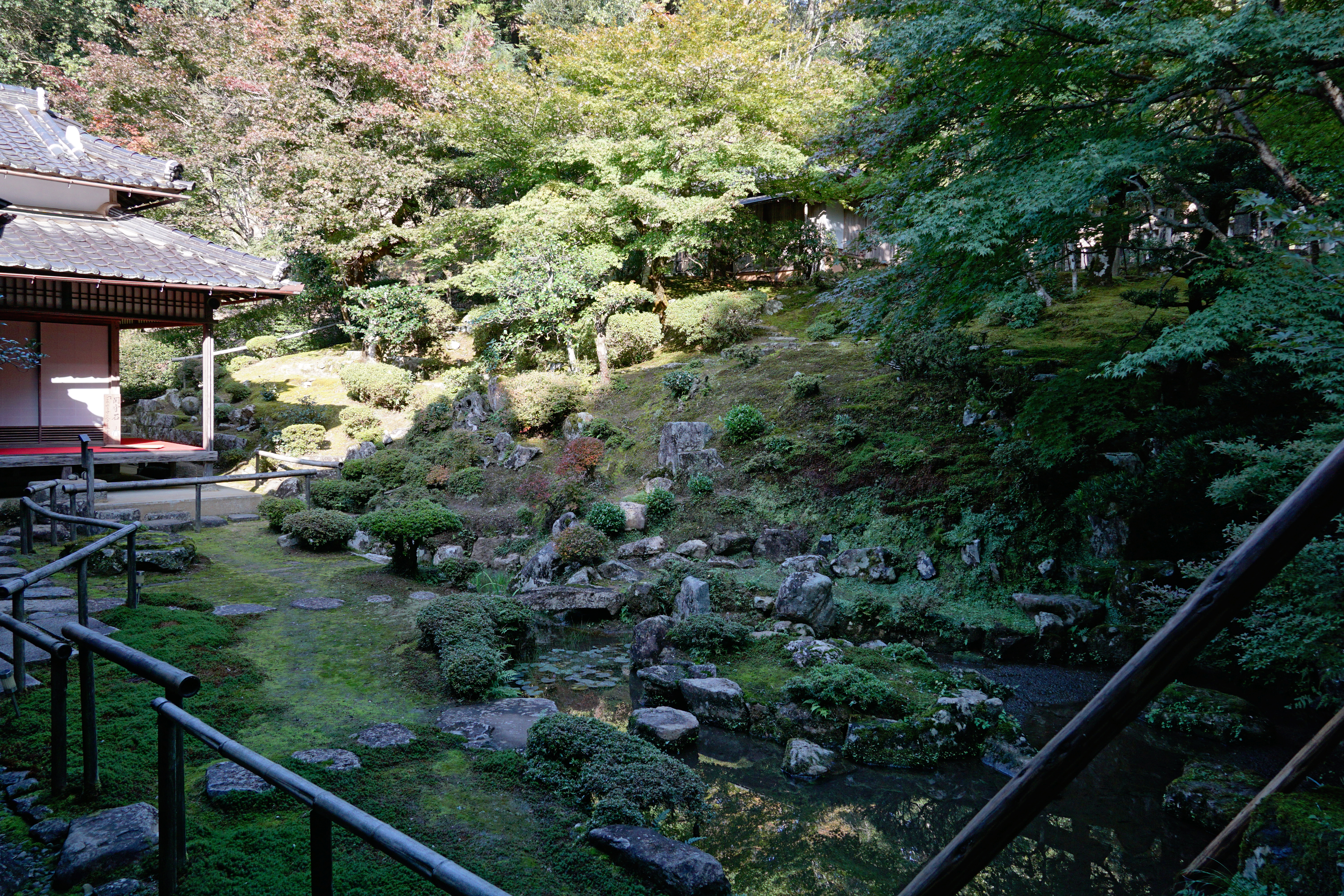
本堂庭園「不識園」
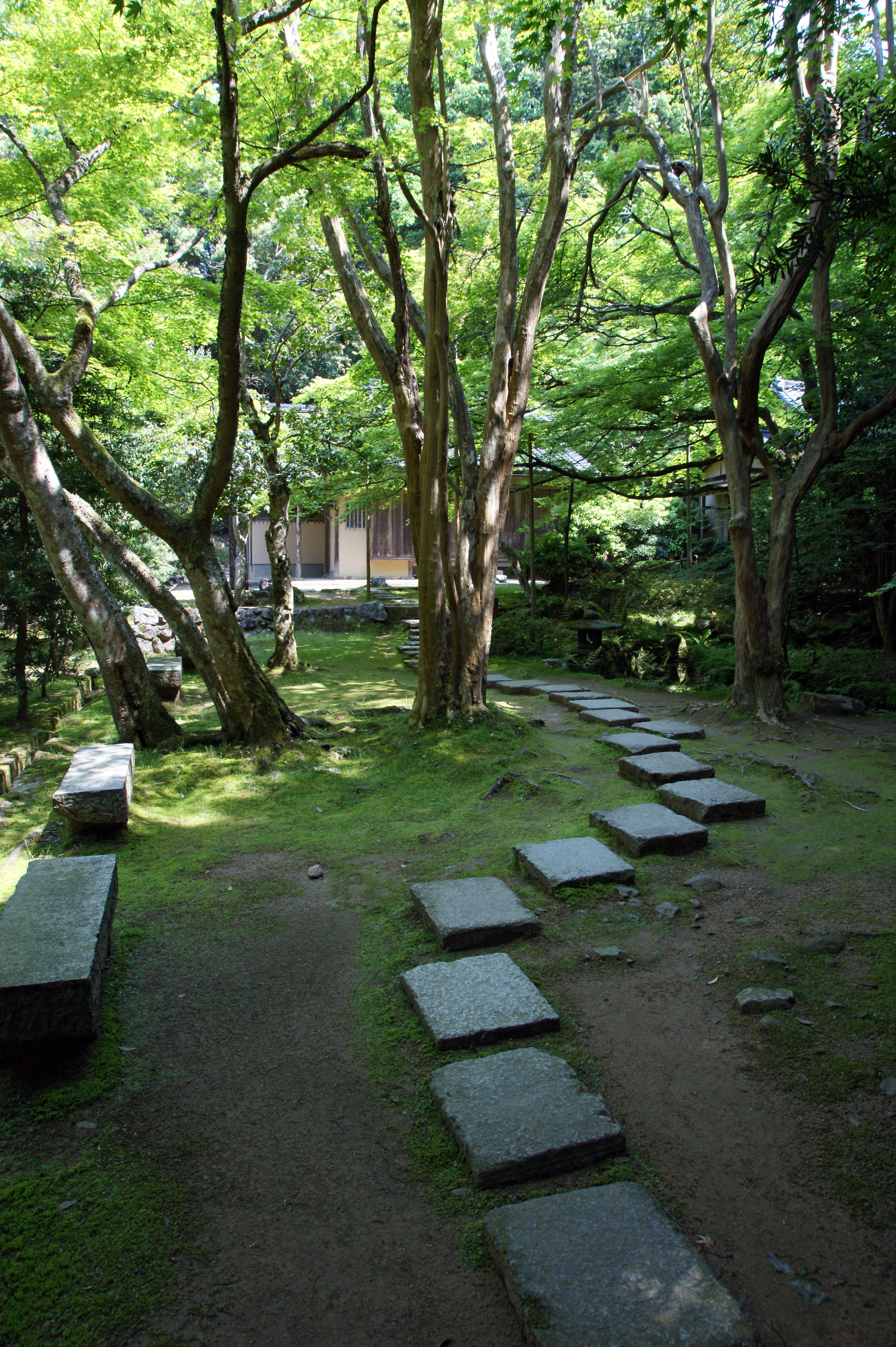
対来閣前庭
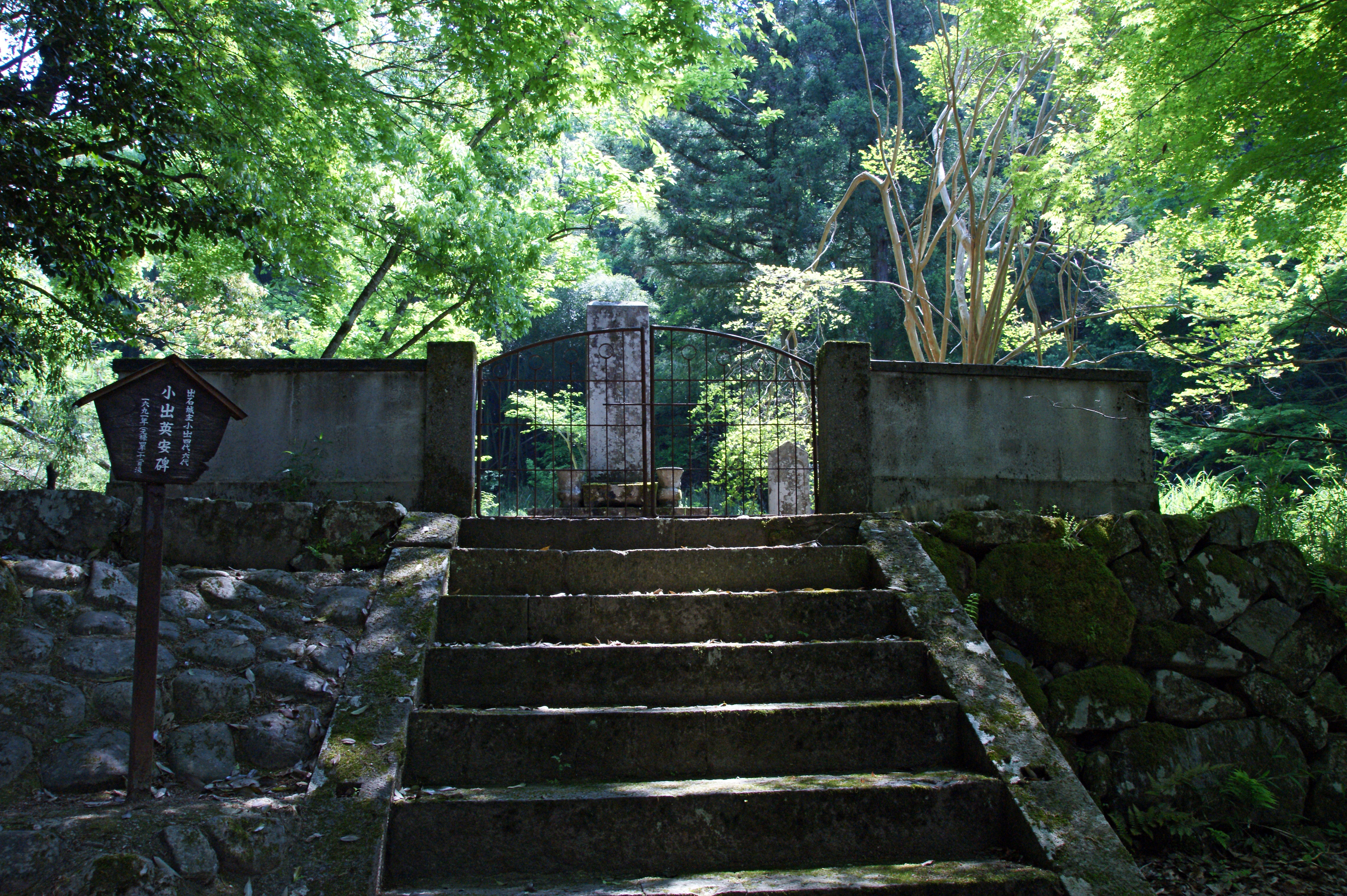
小出英安墓

## 基本情報
- 開門時間：9:00 - 16:00
- 閉館日：１月、2月、7月、8月、法要、貸切日
- 所在地：〒668-0217 兵庫県豊岡市出石町東條33
- 拝観料：大人 500円、小中学生200円
- 無料駐車場完備：大型バス5台・乗用車約20台

## 周辺情報
- 豊岡市出石伝統的建造物群保存地区
  - 願成寺 （隣接）
  - 出石史料館
  - 明治館 - 明治時代初期築の旧出石郡役所
  - 石部神社

## 交通アクセス

### 鉄道
- 山陰本線・京都丹後鉄道の豊岡駅もしくは山陰本線八鹿駅から全但バス「出石」行きで約30分、終点下車。徒歩12分。

### 自動車
- 舞鶴若狭自動車道福知山ICから国道9号・国道426号経由で約40分